# Funamanu
Funamanu é uma ilha do atol de Funafuti, de Tuvalu. É um ilhéu pequeno e estreito, localizado 2,6 milhas ao sudoeste, da ponta sudoeste de Funafuti. O ilhéu é conhecido por ser coberto por coqueiros que crescem até 70 pés de altura.